# Приключения Снеговика Фрости
«Снеговик Фрости» (англ. Frosty the Snowman) — американский рождественский короткометражный мультфильм, снятый специально для телевидения в 1969 году по мотивам одноимённой популярной рождественской песни. Премьера состоялась 7 декабря 1969 года на канале CBS (по этому каналу его показывают и по сей день). В озвучивании мультфильма приняли участие известные комедианты — Джимми Дуранте выступил в роли рассказчика (для него эта роль стала последней в кинематографе), а главного героя, Снеговика Фрости, озвучил Джекки Вернон. Артур Ранкин-мл. и Джулз Басс хотели придать мультфильму и его персонажам вид рождественской открытки, поэтому в качестве разработчика дизайна персонажей и фонов был нанят Пол Кокер-мл., ранее создававший поздравительные открытки и работавший художником в журнале Mad. За анимацию отвечала японская студия Mushi Production, а постановщиком стал режиссёр-мультипликатор Осаму Дедзаки. Часто сотрудничавший с Ранкином и Бассом сценарист Ромео Мюллер адаптировал и дополнил сюжет песни для телевидения, как он сделал раньше с классическим мультфильмом про Оленёнка Рудольфа. Американское издание TV Guide поставило мультфильм на 4 место в списке 10 лучших семейных праздничных спецвыпусков.

## Сюжет
В Сочельник учительница приглашает Профессора Хинкля, фокусника-неумеху, чтобы тот устроил представление для детей на Рождественский праздник. Быстро разочаровавшись в его трюках, дети идут на улицу поиграть, затем лепят снеговика и дают ему имя Фрости. В это время кролик Хинкля, по имени Фокус Покус, выбегает из школы, будучи накрытым шляпой. Затем ветер сдувает шляпу, и она приземляется Фрости на голову, из-за чего снеговик оживает. Узнав, что шляпа волшебная, Хинкль возвращает её себе. В ответ на просьбы детей отдать шляпу, Хинкль говорит, что когда они вырастут, то поймут, что снеговики не могут ожить, и уходит. Однако, кролик Фокус сбегает со шляпой и отдаёт её детям. Снеговик Фрости вновь оживает. Но погода становится теплее, и Фрости волнуется, что он может растаять. Дети решают отправить его на Северный Полюс. С Фрости отправляется девочка Карен. Узнав, что у них нет денег на билеты, они едут в изотермическом вагоне поезда, направляющегося на север. Но Хинкль проникает на поезд, надеясь получить свою шляпу назад. Видя, что Карен замерзает в вагоне, Фрости решает её согреть. Он предлагает Фокусу разыскать лесных зверюшек, попросить их развести костёр для Карен, и найти Санта Клауса, чтобы тот мог указать девочке путь домой, а Фрости-на Северный Полюс. Хинкль вскоре появляется и тушит костёр. Фрости и Карен убегают от него, и прячутся в оранжерее, где рос молочай красивейший. А злой Хинкль запер их там.
Тем временем, Фокус возвращается вместе с Сантой и видит, что Карен плачет над растаявшем Фрости. Но Санта объясняет, что Фрости слепили из рождественского снега, и он будет возвращаться каждую зиму. Он открывает дверь оранжерии, и возвращает Фрости к жизни. Но не успели они надеть на снеговика шляпу, Хинкль вновь начинает требовать её назад. Санта в ответ предупреждает его, что если он возьмёт эту шляпу, то до конца жизни не получит ни одного подарка на Рождество. Хинкль пугается, но Санта обещает ему, что если он напишет извинения Фрости «100 зиллионов раз», то, быть может, он подарит ему новую шляпу. Хинкль бежит домой писать извинения, а Санта надевает Фрости шляпу, и тот оживает. Санта возвращает Карен домой и помогает Фрости добраться до Северного Полюса, обещая, что следующим летом он вернётся.
В конце мультфильма, Фрости и ребятишки устраивают в городе парад, в котором принимает участие и исправившийся Профессор Хинкль с новой шляпой на голове. В конце парада Фрости залезает в сани Санты и они отправляются на Северный Полюс. Фрости меняет последнюю строчку песни, и говорит «Я вернусь на Рождество!» (англ."I’ll be back on Christmas Day!").

## Роли озвучивали
- Джекки Вернон — Фрости
- Джимми Дуранте — рассказчик
- Джун Форей — Карен (оригинальный показ; все реплики Карен для более поздних показов были переозвучены неуказанной в титрах актрисой Сюзанн Дэвидсон), учительница, друзья Карен (оригинальный показ)
- Билли Де Вульф — Профессор Хинкль
- Пол Фрис — полицейский, билетёр, Санта Клаус, друзья Карен

## Сиквелы
- Зимняя страна чудес Фрости (англ. Frosty’s Winter Wonderland) (1976)
- Оленёнок Рудольф и Снеговик Фрости: Рождество в июле (англ. Rudolph and Frosty’s Christmas in July) (1979)
- Фрости возвращается (англ. Frosty Returns) (1992)
- Легенда о Снеговике Фрости (англ. The Legend of Frosty the Snowman) (2005)